# Shalom

Shalom significa "paz"

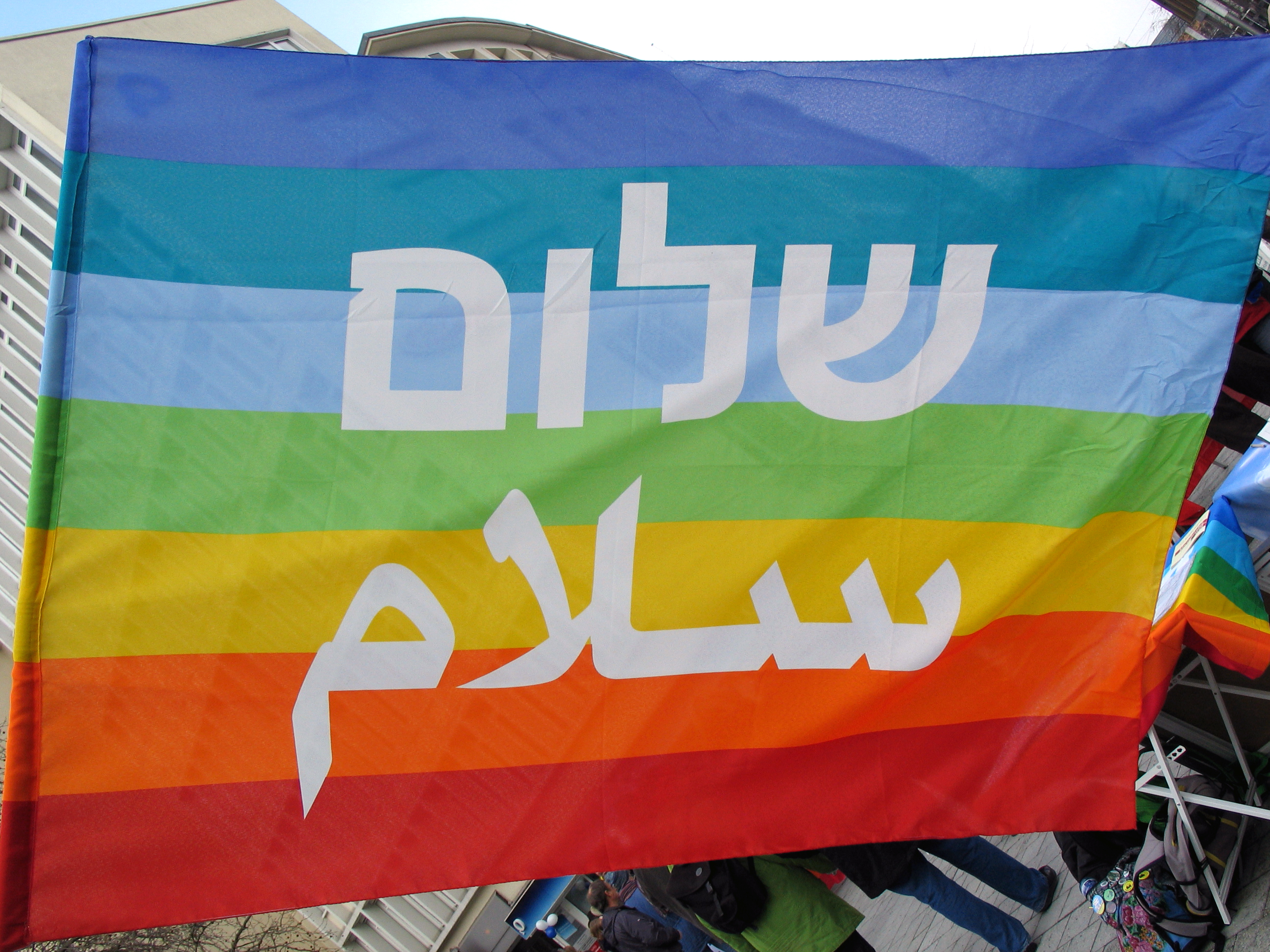
Tradición e innovación. Bandera con el término paz expresado tanto en hebreo como en árabe. Expresión de calma, los colores de la bandera evocan aquellos de un arco iris visible después de una tormenta.

Shalom (hebreo: שָׁלוֹם, pronúnciese Shalom) es una palabra hebrea que significa «paz» o «bienestar». Al igual que en español, puede referirse tanto a la paz entre dos partes (especialmente entre el hombre y Dios o entre dos países) como también a una paz interior o tranquilidad de una persona. Se utiliza también como fórmula de saludo, equivalente a «hola» o «adiós».
La raíz lingüística de shalom se vincula con shalem, que significa «completar, retribuir, compensar». Por eso se puede decir que no es sólo la ausencia de conflicto o la desaparición de hostilidad, sino que el shalom significa también un retorno al equilibrio, a la justicia y la igualdad integral.
Se suele utilizar como la forma abreviada de la frase Shalom aleichem (literalmente «la paz sea con vosotros») y que se puede también traducir como "hola".
La versión árabe es salam y suele ser empleada habitualmente incluso en Israel.